# Ole Vind (borgmester)
 For alternative betydninger, se Ole Vind. (Se også artikler, som begynder med Ole Vind)
Ole Vind (født 10. januar 1964) er en dansk politiker (Venstre) og tidligere forstander på Flemming Efterskole. Han er borgmester i Hedensted Kommune fra 1. januar 2022.
Vind blev valgt til byrådet i den daværende Tørring-Uldum Kommune i 2001 og har siddet i byrådet i den sammenlagte Hedensted Kommune fra dens oprettelse i 2007. Da den tidligere Venstre-borgmester i Hedensted Kommune Kirsten Terkilsen i 2018 meddelte at hun ikke ville genopstille ved kommunalvalget 2021, blev Ole Vind valgt til ny spidskandidat for Venstre. Efter kommunalvalget blev Vind ny borgmester efter Kasper Glyngø fra Socialdemokratiet.

## Forstander på Flemming Efterskole
Vind er uddannet lærer fra Jelling Seminarium. Han startede som gymnastiklærer på Flemming Efterskole i 1987 og var skolens forstander fra 1998 til udgangen af 2021 hvor han forlod posten for blive borgmester i Hedensted Kommune. I 2020 gjorde Vind sig bemærket med en dansevideo på Facebook som gik viralt. Videoen som skulle byde eleverne velkommen tilbage efter en corona-nedlukning i begyndelsen af året, var en efterligning af en dansescene med Hugh Grant fra filmen Love Actually fra 2003.

## Familie
Vind er gift og har 3 børn.